# Pável Gubárev
Pável Yúrevich Gúbarev (en ruso: Па́вел Ю́рьевич Гу́барев, nacido el 10 de febrero de 1983, en Severodonetsk, Unión Soviética) es una figura política prorrusa en Ucrania, también es el líder de la Milicia Popular del Donbáss en Donetsk.
Desde las protestas prorrusas en Ucrania de 2014, Gúbarev fue escogido como nuevo "gobernador popular" de la región de Donetsk, en la Asamblea Regional del 3 de marzo de 2014, después de que los activistas prorrusos se apoderaron del edificio. Gúbarev fue arrestado más tarde por el Servicio de Seguridad de Ucrania, el 6 de marzo por «abogar por el separatismo» y «toma ilegal del poder».

## Biografía
Nacido en el óblast de Lugansk, Gúbarev es licenciado en Historia en la Universidad Nacional de Donetsk. Trabajó como ejecutivo de publicidad de una firma local en Donetsk.
Era miembro del Partido Socialista Progresista de Ucrania, un partido prorruso con sede en el sureste del país. Gúbarev es nacionalizado ruso y un defensor del paneslavismo.

## Actividad política
Gúbarev se define a sí mismo como un nacionalista ruso, un nacionalismo fundado "no en la etnia, sino en el espíritu y lo universal". Él mismo declara: “Mi punto de vista, con razón se puede calificar de patriotismo nacional con inclinación al centro-izquierda. A principios de la década de 2000, se unió a Unidad Nacional Rusa, una organización fundada por Aleksandr Barkashov. Según Gúbarev: “Yo era joven y atractivo, pero no era un radical nacional. Luego se unió al Partido Socialista Progresista de Ucrania. Es elegido con esta etiqueta como consejero regional en las elecciones de Donetsk para el distrito de Kúibyshev de la ciudad.
En 2006, dirigió la organización The European Choice (“Европейский выбор”). En 2006-2007, fue elegido miembro del consejo del distrito de Kúibyshev (Donetsk) y encabeza la facción del partido de Natalia Vitrenko, la "Oposición Popular". En 2006, formó parte de los movimientos de protesta en Feodosia (Crimea) contra el desembarco de fuerzas de la OTAN para ejercicios en la región.
En 2010, Gúbarev fue elegido candidato a diputado dentro del partido "Ucrania Fuerte".

### Crisis en Ucrania
Desde el comienzo de la crisis de Crimea de 2014, Gúbarev llevó manifestantes prorrusos que bloquearon y ocuparon el edificio de la Administración del Estado regional de Donetsk.
El 1 de marzo, las manifestaciones contra el nuevo gobierno ucraniano se fueron extendiendo desde Crimea a la región industrial del Donbás, en el sudeste de Ucrania, donde el 39% de la población es de etnia rusa y el idioma ruso es hablado por al menos tres cuartos de la población; unos 10 000 manifestantes se congregaron en Donetsk —la cuna del presidente destituido Víktor Yanukóvich— al grito de «¡Rusia, Rusia!», izaron la bandera rusa, y escogieron a Pável Gúbarev como nuevo gobernador de la región, en sustitución del nombrado por las autoridades proeuropeas en Kiev, Serguéi Taruta, al que no reconocen.
Durante una conferencia de prensa con los periodistas el 6 de marzo de 2014, su objetivo principal como gobernador autoproclamado fue declarar un referéndum sobre el estatuto territorial de la región de Donetsk; que no fue reconocido por el gobierno interino de Ucrania y el gobernador regional Serguéi Taruta. También declaró que la región se estaba preparando para contar con su propio gobierno provisorio, para luego anunciar nuevas elecciones.

### Arresto

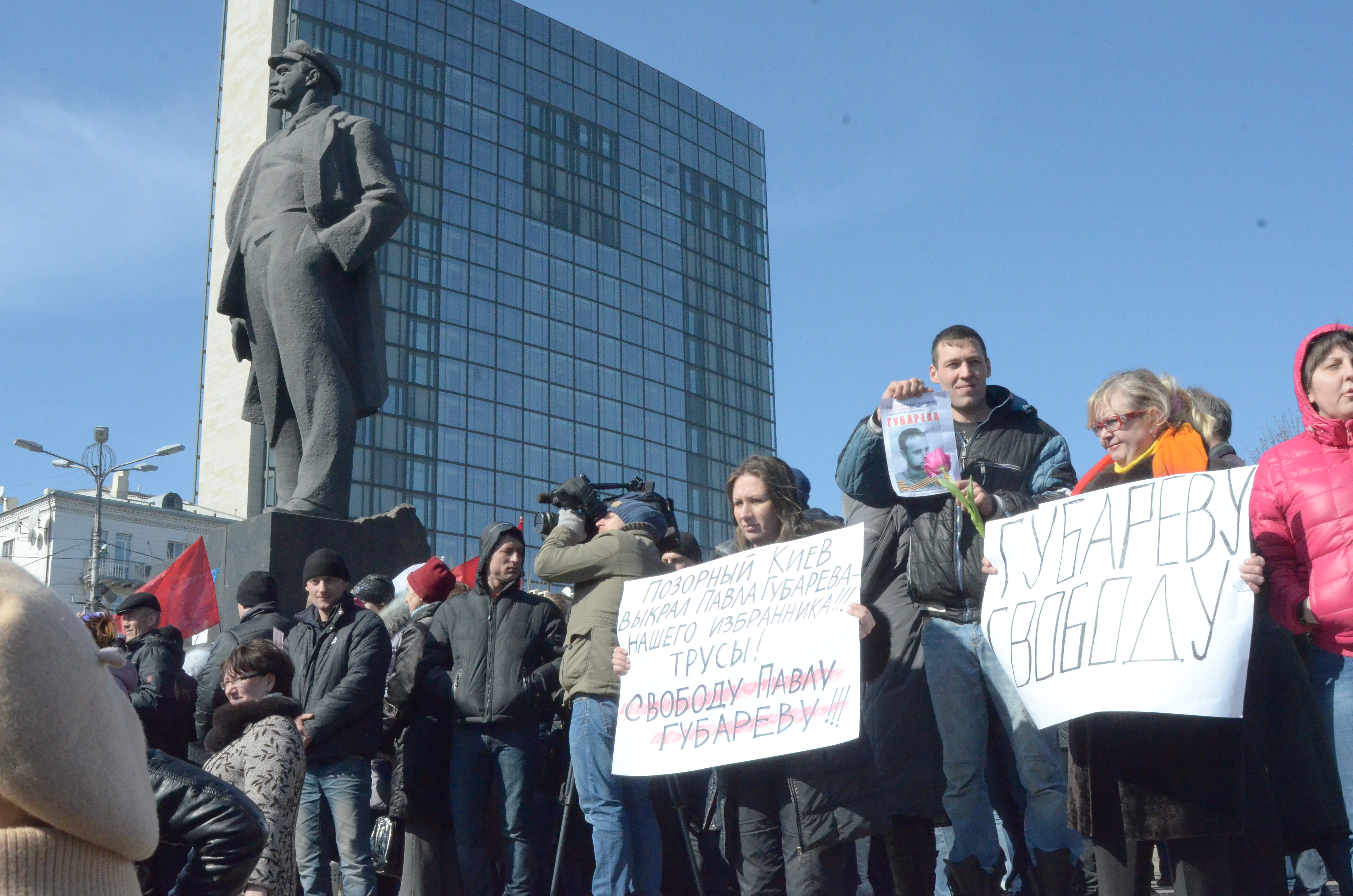
Mitin en Donetsk, exigiendo la liberación de Gúbarev el 8 de marzo

El 6 de marzo fue detenido por unos diez miembros Servicio de Seguridad de Ucrania sin oponer resistencia y fue llevado primero a un sitio desconocido. Luego se informó que fue trasladado a Kiev. El 16 de marzo, un grupo de manifestantes irrumpieron en edificios del gobierno en Donetsk exigiendo la liberación de Gúbarev. Los días anteriores, manifestantes también habían pedido su liberación.
El 7 de abril, tras proclamar la República Popular de Donetsk, los separatistas volvieron a pedir la liberación de Gúbarev tras intentar negociar con el gobierno regional designado por Kiev. Es considerado por estos hombres como su «líder».
Su esposa Ekaterina Gúbareva (del ruso: Екатерина Губарева) ha sido declarada ministra de Asuntos Exteriores de la República Popular de Donetsk.
El 7 de mayo, las autodefensas de Sloviansk intercambiaron a tres agentes del grupo de élite Alfa por el elegido por una manifestación como gobernador popular de Donetsk, Pável Gúbarev, el vicealcalde de Sloviansk, Ígor Perepechayenko y otro detenido por las autoridades ucranianas.
En octubre de 2014, sufrió una herida de gravedad en la cabeza tras perder el control de su coche durante una emboscada. Posteriormente se recuperó.
Su participación en las elecciones parlamentarias de 2014 fue vetada por la Comisión Electoral del Donbás "porque su partido no había podido mantener una conferencia fundacional".

### Invasión rusa de Ucrania
En 2022, Gubarev firmó un contrato de corta duración con las Fuerzas Armadas rusas, como soldado raso, para participar en la invasión rusa de Ucrania. Meses después, declaró en una entrevista el objetivo de Rusia de cometer un genocidio con los ucranianos.